# Razor Sharp
«Razor Sharp» es un sencillo de moombahcore del productor canadiense Tristam en colaboración con los productores de Pegboard Nerds. La canción fue lanzada a través del sello discográfico Monstercat el 1 de mayo de 2013. Forma parte del álbum Monstercat 013 - Awakening.

## Composición
«Razor Sharp» está compuesto en una escala de G Mayor con un tempo de 110 BPM.

## Lista de canciones

#### Monstercat 013 - Awakening
| N.º | Título                                        | Artista(s)                          | Duración |  |
| 1.  | «Halcyon»                                     | Au5 & Fractal                       | 6:10     |  |
| 2.  | «Truth»                                       | Tristam                             | 5:13     |  |
| 3.  | «Heartbeat»                                   | Vicetone                            | 4:41     |  |
| 4.  | «Sidewinder»                                  | 7 Minutes Dead                      | 6:46     |  |
| 5.  | «Astrocat»                                    | PIXL                                | 4:27     |  |
| 6.  | «Togi»                                        | Crossways & Dzeko & Torres          | 4:27     |  |
| 7.  | «Rhusma»                                      | Stereotronique & Northend           | 5:53     |  |
| 8.  | «Catalyst»                                    | Project 46                          | 5:54     |  |
| 9.  | «Tonight»                                     | Stereotronique & Sebastian Ivarsson | 5:04     |  |
| 10. | «Quake»                                       | Stereotronique                      | 5:41     |  |
| 11. | «Jurassic»                                    | I.Y.F.F.E                           | 5:10     |  |
| 12. | «Fire Vortex»                                 | Mitchell Claxton                    | 7:27     |  |
| 13. | «Collide»                                     | Hellberg, Deutgen, & Splitbreed     | 4:49     |  |
| 14. | «Ultraviolet»                                 | Eminence                            | 4:42     |  |
| 15. | «Guide Me Home»                               | Hellberg                            | 7:33     |  |
| 16. | «The Road Ahead»                              | Teqq                                | 4:49     |  |
| 17. | «Lonesong»                                    | Feint                               | 4:12     |  |
| 18. | «Hurt For Me»                                 | Bustre                              | 5:13     |  |
| 19. | «Delusion»                                    | Direct                              | 4:45     |  |
| 20. | «Together»                                    | Noisestorm                          | 4:22     |  |
| 21. | «No Fire»                                     | Protostar & Mako                    | 4:03     |  |
| 22. | «Forever»                                     | Rogue                               | 5:32     |  |
| 23. | «Razor Sharp»                                 | Pegboard Nerds & Tristam            | 4:41     |  |
| 24. | «Scorpion Pit»                                | Protostar                           | 3:15     |  |
| 25. | «Jukebox Nightmares»                          | Droptek                             | 4:54     |  |
| 26. | «Toothless Hawkins (And His Robot Jazz Band)» | Varien & Razihel                    | 4:01     |  |
| 27. | «Short Shorts»                                | Stephen Walking                     | 3:22     |  |
| 28. | «Alliance»                                    | Televisor                           | 3:39     |  |
| 29. | «Rescue Me»                                   | Insan3Lik3                          | 3:03     |  |
| 30. | «The Pressure»                                | Televisor                           | 5:02     |  |
| 31. | «Dawn Album Mix»                              | Monstercat                          | 1:01:07  |  |
| 32. | «Dusk Album Mix»                              | Monstercat                          | 1:07:16  |  |